# Conselho Regional de Odontologia do Espírito Santo
Conselho Regional de Odontologia do Espírito Santo é o órgão de classe dos odontólogos do estado do Espírito Santo, no Brasil.

## História
A Lei 4324, de 14 de abril de 1964, criou em todo o território nacional, os Conselhos Regionais de Odontologia e o Conselho Federal de Odontologia, com sede no Rio de Janeiro. Três anos depois, na Ladeira São Bento, 66, no auditório da então Faculdade de Odontologia do Espírito Santo, reuniram-se os cirurgiões-dentistas Romualdo Gianordoli, Cleto José Firme da Silva, Rômulo Augusto Pereira, Sebastião da Silva Marreco, Aprígio da Silva Freire, Célio Vivas e Telmo Bastos, então nomeados pelo CFO membros da comissão de instalação do CRO-ES. A reunião foi coordenada pelo Diretor da Faculdade de Odontologia, o Prof. Romualdo Gianordoli, e secretariada pelo Prof. Cleto José Firme; e tratou da criação do CRO-ES, sendo publicada em diário oficial no dia 25 de agosto de 1967, tendo ficado sua direção sob responsabilidade de uma diretoria provisória até dezembro de 1967.